# Kostel svatého Vavřince (Malá Strana, Petřínské sady)
Kostel svatého Vavřince je barokní kostel v zahradě U rozhledny na pražském Petříně. Od roku 1995 jej využívá Starokatolická církev jako svůj katedrální chrám. Je chráněn jako kulturní památka České republiky.

## Historie
Původně se jednalo o románský kostel, nejstarší zpráva o něm pochází z roku 1135. Podle kostela také vznikl starý německý název Petřína Laurenziberg. Románská stavba spadala pod svatovítskou kapitulu, která se však v jeho správě až do Bílé Hory střídala s kapitulou vyšehradskou.
Ve 30. letech 18. století v souvislosti s výstavbou výklenkových poutních kaplí křížové cesty přestala původní románská stavba postačovat. Proto asi v letech 1740–1742 došlo k přestavbě ve stylu pozdního dynamického baroka architektem Ignácem Palliardim starším, snad dle upravených plánů Kiliána Ignáce Dientzenhofera, od něhož se dochovaly účty za provedené práce. Někdy se uvádí, že stavbu dokončil známější Ignác Palliardi mladší kolem roku 1770. O kostel se zavázalo pečovat Bratrstvo pražských kuchařů.
V roce 1784 byl kostel zrušen, zařízení rozprodáno a hlavní oltář byl přenesen do kostela v Bříství. Pro potřeby bohoslužeb byl chátrající objekt opraven opět v letech 1830–1840. K novému vysvěcení kostela došlo roku 1842, sochař František Dvořáček vytvořil sochu sv. Vojtěcha se signaturou Dworzaček, dosud osazenou na průčelí mezi věžemi kostela, kterou roku 1842 daroval František Šusta, majitel vinice na Nebozízku. Fresky tehdy obnovil Václav Markovský, který byl také autorem obrazu svatého Františka Saleského na levém bočním oltáři. Poslední obnovu interiéru pro starokatolickou církev v roce 1994 provedl ak. arch. Jiří Pelcl, který je také autorem krucifixu. 
Společně s vedlejší kaplí Kalvárie, Božím hrobem a křížovou cestou tvoří katedrální chrám sv. Vavřince sakrální komplex staveb na vrchu Petřín a jeho duchovní správu zajišťuje Starokatolická církev.

## Duchovní správa
Od roku 1995, kdy se kostel sv. Vavřince stal katedrálním chrámem Starokatolické církve, byl spravován jako součást pražské farní obce, nyní zde existuje samostatná farnost. Administrátorem je Petr Jan Vinš.

### Literatura

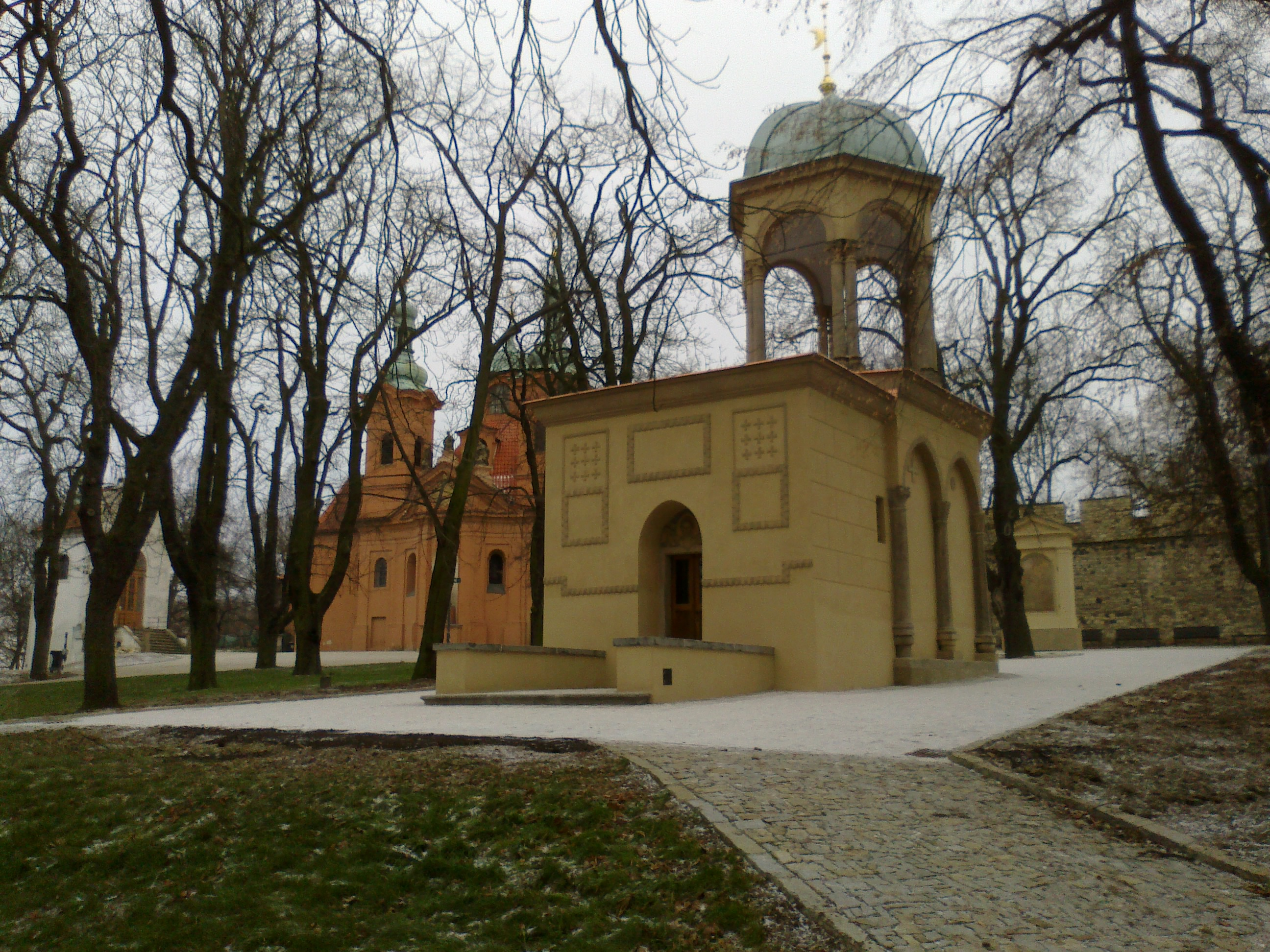
Boží hrob s kostelem sv. Vavřince a kaplí Kalvárie v pozadí. Stav po rekonstrukci (leden 2019).